# Gianfranco Nerozzi
Gianfranco Nerozzi (1957) è uno scrittore italiano di horror, thriller e di libri per ragazzi.

## Biografia
Ha pubblicato romanzi e racconti di genere fantastico, giallo e thriller su riviste e antologie per Stampa Alternativa, Mondadori, Baldini & Castoldi anche sotto diversi pseudonimi tra i quali il nome autore del suo romanzo d'esordio, l'horror Ultima pelle pubblicato come F.J. Crawford (Edizioni Eden, 1991) e Jo Lancaster Reno col quale ha firmato una serie di romanzi di avventure spionistiche pubblicati da Mondadori nella collana Segretissimo.
L'autore si avvale di ambientazioni urbane contemporanee (la maggior parte delle sue storie si svolgono nella natìa Emilia-Romagna), e affianca a trame tipiche del romanzo poliziesco e noir contenuti soprannaturali e horror, con sviluppi narrativi che raramente conducono al lieto fine.
Organizza e interpreta reading musicali: in particolare ha curato la rassegna Le forme dell'espressione, al teatro di Sasso Marconi, sua città di residenza, insieme ad artisti come Pupi Avati e Carlo Lucarelli. Ha creato, assieme ad alcuni colleghi scrittori, il laboratorio di scrittura "Zanna Bianca".
Ha collaborato alla realizzazione della prima stagione della serie televisiva Il tredicesimo apostolo - Il prescelto prodotta da Taodue, in veste di soggettista e di co-sceneggiatore.
Oltre a scrivere, Nerozzi è pittore e ha suonato come batterista in un gruppo rock dell'area bolognese. Ha partecipato a concerti assieme a gruppi stranieri come gli Uriah Heep e a Lucio Dalla. Ha partecipato al CD Sguardi d'istinti del compositore Flavio Piscopo.

## Premi e riconoscimenti
- 2001: Premio Tedeschi per il romanzo Cuori perduti[1].
- 2006: Premio Le ali della fantasia per il romanzo Genia[2]

## Opere

### CicloCry Fly
- L'urlo della mosca, Addictions, 1999;
- Prima dell'urlo, Addictions, 2000;
- Immagini collaterali, Addictions, 2003;
- Cry-Fly Trilogy, Urania Horror n.1, Mondadori, 2008. Ristampa riveduta e aggiornata dall'autore dell'intero ciclo, a cui viene aggiunto il racconto inedito Ombra nel vuoto;

### CicloGenia
- Cuori perduti, Il giallo Mondadori, Mondadori, 2001;
- Genia, Flaccovio, 2004;
- Resurrectum, Flaccovio, 2006;

### ComeJo Lancaster Reno
Ciclo Hydra Crisis
- L'occhio della tenebra (titolo originale fittizio: Chemin d'Enfer), Segretissimo Mondadori, 2003;
- La coda dello scorpione (titolo originale fittizio: Power to believe), Segretissimo Mondadori, 2004;
- Lo spettro corre nell'acqua (titolo originale fittizio: Eaux Oblieux), Segretissimo Mondadori, 2007;
- Nel cuore del diavolo (titolo originale fittizio: Le diable Kobaka), Segretissimo Mondadori, 2013;
- Sopravvivere alla paura (racconto), 2008, in Legion, edizione speciale di Segretissimo, dedicata alla spy story di autori italiani.

Ciclo Hydra Nemesis
- Agente Nemesis - Furia Letale (titolo originale fittizio: Hydra Nemesis, La fureur de l'assassin), Segretissimo Mondadori, 2014;
- Agente Nemesis - Ultimo sangue  (titolo originale fittizio: Hydra Nemesis, Sang final), Segretissimo Mondadori, 2017;
- Agente Nemesis - Sfida mortale (titolo originale fittizio: Hydra Nemesis, Les croyants du mal), Segretissimo Mondadori, 2018;
- Agente Nemesis - La resa dei conti (titolo originale fittizio: Hydra Nemesis, Le Démon Rouge), Segretissimo Mondadori, 2019;

Ciclo Il Provocatore
- Il Provocatore - Come il mondo vuole (titolo originale fittizio: Agente Provocateur - Les commandes du monde), Segretissimo Mondadori, 2020
- Il Provocatore - La morte non basta (titolo originale fittizio: Agent Provocateur - Le Mort ne suffit pas), Segretissimo Mondadori, 2021
- Il Provocatore - Il nulla è per sempre (titolo originale fittizio: Agent Provocateur - Le Néant seul est éternel), Segretissimo Mondadori, 2022
- Il Provocatore - Un tempo per uccidere (titolo originale fittizio: Agent Provocateur - Un Temps pour Tuer), Segretissimo Mondadori, 2023
- Il Provocatore - Il domani non può attendere (titolo originale fittizio: Agent Provocateur - Demain n'attends pas), Segretissimo Mondadori, 2025

### CicloCruciform
- Serial Digitale in e-book in sei parti pubblicato da Delos Digital (1 - Persone orribili, 2 - La notte chiusa,   3 - Il sogno della falena, 4 - La luce finta della luna, 5 - Negli specchi oscuri ,  6 - L'estasi e la rabbia;[3]

### Altri romanzi
- Ultima pelle, con lo pseudonimo F.J. Crawford, Edizioni Eden, 1991;
- Le bocche del buio, Edizioni Polistampa, 1993;
- Ogni respiro che fai, AdnKronos, 2000;
- Memoria del sangue, Carrocci editore, 2007;
- Il cerchio muto, Editrice Nord, 2009;
- Continuum, il soffio del male, Tre60, 2012;
- Quintessence, Delos digitale, 2014;
- Punto di saturazione, Delos digitale, 2016;
- Bloodyline, Ink edizioni, 2019;

### Libri per ragazzi
- Una notte troppo nera, Disney Libri, 2000;
- La creta oscura, Super brividi, Mondadori, 2007;

### Racconti e romanzi brevi
- La fine dell'estate, in In fondo al nero, antologia curata da Nerozzi e pubblicata in Millemondi Inverno, Mondadori 2003;
- Alla fine della notte, ne L'ora blu, in collaborazione con Andrea Cotti, Aliberti Editore, 2006;
- Fino alla fine, in Apocalissi 2012, 2012.
- L'odore nero del caffè, nell'antologia Giallo panettone, Mondadori, 2012;
- La confessione. nell'antologia 365 racconti erotici per un anno, Atlantide n. 7, Delos Books, 2012. ISBN 9788865300015

### Antologie
- (Come curatore) In fondo al nero, Urania, Mondadori, 2003;
- Alcune sue novelle sono presenti anche nelle raccolte Anime nere e Bad Prisma, edite da Mondadori, e Incubi, edita da Baldini Castoldi Dalai.